# سورد(S.W.O.R.D)
دپارتمان نظارت و واکنش به دنیای دارای ادراک (به انگلیسی: Sentient World Observation and Response Department) یا به اختصار سورد (به انگلیسی: S.W.O.R.D.) یک سازمان ابرقهرمانی خیالی در جهان کتاب‌های کمیک مارول است که وظیفه مقابله با دشمنان ماورایی و فراطبیعی کرهٔ زمین را بر عهده دارد.
با این که سورد در بسیاری از داستان‌های مارول در دو دهه گذشته حضور داشته‌است اما ریشه‌های این سازمان را می‌توان در جهان مردان ایکس جستجو کرد. این سازمان اولین بار در شماره ۵ کمیک Astonishing X-Men Vol. 3 انتشار و توسط جاس ویدن و جان کسدی خلق شد.
سورد برای بخش اعظمی در این سری، نقش آنتاگونیست را بازی می‌کند. سورد با رهبری ابیگیل برند، موفق به اتحادی با یک موجود فضایی کهن با نام اُورد می‌شود. مردم سیاره بریک ورد که نژاد جنگجویی هستند و اُورد رهبری آنها را بر عهده دارد به دلیل ترس از نابودی پیش‌گویی‌شده‌شان توسط یک جهش‌یافته، تن به این پیمان می‌دهند. ابیگیل برند نیز به جای این که بگذارد اُورد تمام جمعیت زمین را نابود کند، او را قانع می‌کند تا یک درمان برای ژن جهش یافته‌ها بسازد. اما وقتی اُورد و سازمان سُورد موفق به انجام چنین کاری نمی‌شوند و نقشه شکست می‌خورد، از طرف مردم بریک‌ورد یک قطعه فلزی عظیم‌الجثه به سمت زمین پرتاب می‌شود که اگر به لطف توانایی‌های کیتی پراید نبود، زمین نابود می‌شد.
از آن وقت به بعد، سورد نقشی دائمی‌تر به عنوان سازمان همکار و خواهر خوانده شیلد و حتی مخفیانه‌تر از آن سازمان را بازی می‌کند.
مارول در سال ۲۰۰۹ یک کمیک مخصوص برای سورد عرضه کرد اما فقط بعد از پنج شماره این سری کنسل شد. این سازمان بعد از وقایع Secret Wars سال ۲۰۱۵ به‌طور موقت محو شد تا گروه ابرقهرمانی کانادایی با نام آلفا فلایت (Alpha Flight) برای مدتی جای آن را بگیرد.
اما در همین اواخر و با جهان مشترک X of Swords در سال ۲۰۲۰، سورد با ظاهری جدید بازگشته است. حالا این سازمان بیش از پیش به مردان ایکس نزدیک شده؛ تا جایی که اکثر افسران ارشد آن از جهش‌یافته‌ها تشکیل شده‌اند و حتی مگنتو نیز رابط رسمی آن‌ها با کشور جهش‌یافته‌ها یعنی کاراکویا است.

## تاریخچه
سُورد (SWORD) در اصل شاخه ای از شیلد (SHIELD) بود؛ اما از زمان کنار رفتن نیک فیوری از مدیریت شیلد، روابط بین دو سازمان تیره شده‌است. ستاد فرماندهی و کنترل اصلی SWORD در داخل ایستگاه فضایی مداری معروف به قله است؛ و رئیس SWORD هم ابیگیل برند است.
SWORD یک مأمور مخفی در تیم مردان ایکس داشت که در شماره ۱۷ سری کمیک (In Astonishing X-Men vol) هویت این مأمور مخفی؛ یعنی لاکهید مشخص شد.

### Unstoppable
روانشناسان SWORD قادر به شناسایی کاساندرا نوا در ذهن متلاشی شده اما فراست نیستند. اگرچه از نظر عاطفی هم سرخورده شده بود، اما آنقدر سریع بهبود یافت که برای عزیمت تیم به برک ورلد حضور داشته باشد، سیاره ای که مردمش قصد داشتند سیارکی را به سمت زمین پرتاب کنند. قبل از رسیدن آنها به برک ورلد، توسط سفینه‌های دشمن مورد حمله قرار گرفتند. پس از درگیری صورت گرفته، برند بر روی سطح سیاره فرود آمد، جایی که مامور دیمز در زندان شکنجه می‌شد. هرچند سایکلاپس، اما فراست و بیست با هم روی سیاره فرود آمدند، در حالی که ولورین، هیساکو، کولوسوس و کیتی پراید در جای دیگری فرود آمدند. فضاپیمای ولورین در هوا متلاشی شد و آنها مجبور شدند سفینه را رها کنند. کیتی و کلوسوس از طریق غلاف به سطح سیاره رفته و در آنجا بدون آسیب دیدگی فرود آمدند. هیساکو و ولورین هم با وجود سوختن پوست ولورین به زمین نشستند.
تیم دیگری متشکل از نیروهای لاکهید، سیدرن وSWORD در محلی به نام «کاخ جنازه» که ظاهراً به پیشگویی نابودی برک ورلد مرتبط شده بود مبنی بر اینکه کلوسوس سیاره را نابود خواهد کرد، جمع شدند.
در پایان ماجرا برند به کیتی اطلاع داد که لاکهید به عنوان مأمور مخفی برند برای SWORD کار می‌کند. کیتی با احساس خیانت ، مدتی در اعتماد دوباره به لاکهید مشکل داشت.

### تهاجم مخفی
در طول داستان " تهاجم مخفی "، مقر SWORD به نام قله توسط یک نفوذی اسکرول که به شکل مأمور دوگان از شیلد درآمده، نابود می‌شود. بسیاری از اعضا و مأمورین در انفجار اولیه جان خود را از دست می‌دهند، اگرچه برخی دیگر به دلیل لباسهای فضایی زنده می‌مانند. برند که با استفاده از لباس‌های فضانوردی زنده مانده، موفق می‌شود به یکی از سفینه‌های اسکرول راه پیدا کرده و در طول داستان به یاری دیگر ابرقهرمانان بپردازد.

### سلطنت تاریک
در طول داستان «سلطنت تاریک» (۲۰۰۸–۲۰۰۹) بعد از تهاجم اسکرول‌ها و شکست آنها توسط انتقامجویان و مردان ایکس، نورمن آزبورن توانست حمایت دولت آمریکا و شورای امنیت را بدست آورد. وی در اولین قدم شیلد (SHIELD) را که در تهاجم مخفی ناکار آمدی آن اثبات شده بود را منحل و به جای آن سازمانی به نام همر(H.A.M.M.E.R) تأسیس می‌کند. وضعیت SWORD تحت تأثیر همر هنوز مشخص نشده‌است. در مینی سریال (Beta Ray Bill: Godhunter) بتا ری بیل برای کسب اطلاعات دربارهٔ محل نگهداری گالاکتوس، با نماینده برند در پایگاه فضایی بازسازی شده قله، ملاقات می‌کند.

## سازمان‌های همکار

### شیلد
"ادارهٔ مداخله استراتژیک و لجستیک خطر جاسوسی" یا همان شیلد (سپر): به‌طور کلی به عنوان سازمان حفظ صلح اصلی زمین شناخته می‌شود و بیش‌تر در کنار قهرمانانی مثل انتقامجویان فعالیت دارد تا با سازمان‌های تروریستی و قدرتمند مانند هایدرا مقابله کنند. در حالی که نسخه مدرن شیلد بعد از جنگ جهانی دوم تشکیل شده‌است اما افراد کمی هستند که می‌دانند ریشه‌های این سازمان به هزاران سال قبل برمی‌گردد. حتی در دوران مصر باستان نیز بشریت یک سپر داشته تا از خودش در برابر خطراتی مثل گالاکتوس (Galactus) و نژاد برود (Brood) محافظت کند.

### هَمر
همر "HAMMER" (چکش): بعد از این که شیلد نتوانست جلوی یک تهاجم از طرف نژاد اسکرول (ماجرای تهاجم مخفی) را بگیرد، این سازمان منحل شد و همر (HAMMER) با ریاست نورمن آبورن جایش این سازمان را گرفت. آزبورن از این سازمان جدید عموماً برای گسترش دادن طرز تفکر خودش و قرار دادن بدترین ابر شرورهای دنیا بر منصب قدرت استفاده می‌کند. او سازمان انتقامجویان تاریک را تأسیس و جایگزین انتقامجویان کرد.
بعد از این که جرایم آزبورن افشا می‌شوند، همر نیز منحل شده و جایش را به نسخه‌ای جدید از شیلد می‌دهد.

### آرمور
«سازمان نظارت و واکنش عملیاتی دنیاهای دگرگون شده» یا به اختصار آرمور (زره): اگر سورد مسئول حفاظت از زمین در برابر خطرات سیارات دیگر باشد، وظیفه آرمور محافظت در برابر دیگر واقعیات و ابعاد است. این سازمان گمنام از ورود بیماری آخرالزمانی مربوط به دنیای «مارول زامبی» به دنیای اصلی مارول جلوگیری کرده‌است.

### استرایک و اسپیر
سازمان «واکنش تاکتیکی ویژه برای ضرورت‌های کلیدی بین‌المللی» یا به اختصار استرایک (ضربه) و سازمان اسپیر (نیزه): مارول هیچ وقت به‌طور دقیق مشخص نکرده‌است که آیا شیلد فقط توسط دولت ایالات متحده آمریکا حمایت مالی می‌شود یا توسط شورای امنیت سازمان ملل متحد. به همین دلیل نیز گاهی اوقات بقیه کشورهای دنیا سازمان معادل شیلد برای خودشان تشکیل می‌دهند. استرایک یک سازمان بریتانیایی است و اسپیر نیز به عنوان سازمانی چینی شناخته می‌شود.

## حضور در رسانه‌ها

### سریال‌ها
- (SWORD) در مجموعه انیمیشن (Avengers: Earth's Mightiest Heroes) حضور پیدا می‌کند. این سازمان در قسمت "Welcome to the Kree Empire" معرفی شد. SWORD سفینه کینگ فاتح، داموکلس را توقیف می‌کند. هنگامی که سربازان کری حمله می‌کنند، افراد کارول دانورس و ابیگیل برند با کمک مأمور دولت هنری پیتر گیریچ و کیدر سیدرن، برای دفع آنها بسیج می‌شوند. زمانی که SWORD داموکلس را پس گرفت، سپس سیدرن به سازمان پیوست. بعد یک اسکرول که به شکل مأمور گیریچ درآمده بود بمبی در داموکلس کار می‌گذارد که سیدرن بمب را ردیابی می‌کند و قبل از انفجار کشتی را به موقع تخلیه می‌کند.
- در جهان سینمایی مارول(MCU): در آغاز تیم نمایشی قصد داشتند در برنامه تلویزیونی (Agents of SHIELD) از سازمان SWORD استفاده کنند اما مارول استودیو اجازه ای برای انجام این کار داده نشد.
- SWORD در سریال در حال پخش وانداویژن حضور فعال دارد. البته در این نسخه از سورد نام کامل این سازمان از دپارتمان نظارت و واکنش به دنیاهای دارای ادراک (Sentient Worlds Observation and Response Department) به بخش پاسخ نظارتی سلاح‌های دارای ادراک (Sentient Weapon Observation Response Division) تغییر یافته‌است. در داستان این سریال سازمان SWORD بدست ماریا رمبو (همکار و دوست سابق کاپیتان مارول) قبل از مرگ به دلیل سرطان تأسیس شد. در این سریال شخصیت مونیکا رمبو (دختر ماریا رمبو) بعنوان یکی از مأمورین SWORD معرفی می‌شود.

### فیلم‌های سینمایی
در ابتدا قرار بود در فیلم سینمایی ثور ۲۰۱۲ در یک صحنه که اریک سلویگ به جین فاستر و دارسی لوئیس می‌گوید "از مرجع … از پایگاه داده SWORD استفاده کنید، حضور پیدا کند. با این حال، به دلیل این که فاکس قرن بیستم صاحب حقوق SWORD و اعضای آن یعنی ابیگیل برند و لاکهید بود، فاکس اجازه این کار را نداد و استودیو مارول هم ناچار به حذف این سکانس شد.

### بازی‌های ویدیویی
- نوعی SWORD در بازی ویدیویی(Marvel Super Hero Squad) در سال ۲۰۰۹ حضور پیدا کرد. این نسخه از SWORD به عنوان یک نسخه شیطانی از SHIELD به تصویر کشیده شده‌است که موج سوار نقره ای در ابعادی متفاوت با آن روبرو می‌شود.

## اعضا
- ابیگیل برند: برند فرمانده سورد و در واقع نیک فیوری این سازمان است. از گذشته او چیزی مشخص نیست و فقط می‌دانیم که برند یک‌نیمه فضایی است که ژن جهش‌یافته‌ها را در خود دارد. او به عنوان شخصیتی جامعه گریز و همیشه بداخلاق شناخته می‌شود که شاید باعث شده در کارش موفق باشد اما نتیجه آن وجود تعداد کم متحدان برای او در بین اعضای شیلد یا جامعه ابرقهرمانان بوده‌است.
- سیدرن (Sydren): خیلی ناراحت‌کننده است که اگر یک سازمان حفظ صلح بین کهکشانی داشته باشید اما اعضای آن فقط زمینی باشند. سیدرن یک فضایی از سیاره درنکس است. به عنوان دست راست برند، نقشی مهم بر عهده دارد اما گاهی اوقات به شدت می‌تواند باعث آزار ابیگیل شود.
- بیست: بسیاری از اعضای مردان ایکس ترجیح می‌دهند ابیگیل دور از زمین باشد اما بیست این گونه نیست. او به عنوان اول یک دانشمند و سپس یک ابرقهرمان، تحت تأثیر فعالیت‌های سورد قرار گرفته‌است و اکثراً در کنار تیم برند کار می‌کند. بیست و برند حتی در تعجب همگان یک رابطه عاطفی نیز با هم برقرار کرده بودند.
- لاکهید (Lockheed): اعضای مردان ایکس وقتی کشف کردند که اژدهای خانگی کیتی پراید در واقع لاکهید است که برای سورد جاسوسی می‌کند، بسیار شگفت زده شدند. حتی مشخص شد که لاکهید در واقع یک چند زبان است که توانایی‌اش در دانستن چندین زبان فضایی او را به مهره‌ای ارزشمند تبدیل می‌کند.
- هنری پیتر گیریچ (Henry Peter Gyrich): این مأمور خائن دولت تقریباً با تمام قهرمانان زمین به دشمنی افتاده، پس غیرقابل اجتناب است که در سورد مقامی برای او وجود داشته باشد. گیریچ به عنوان فرمانده مشترک و در جهت نظارت بر ابیگیل به این سازمان فرستاده شده‌است. جای تعجب هم ندارد که برند و گیریچ با هم رابطه خوبی ندارند.
- اسپایدر وومن یا همان جسیکا درو (Jessica Drew): او همان قدر که یک ابرقهرمان است، به عنوان یک مأمور مخفی نیز شناخته می‌شود. بعد از این که یک اسکرول اعتبار او را در سطح جهانی خدشه دار می‌کند، جسیکا با ترک زمین و همراه شدن با سورد، خودش را تسکین می‌دهد.